# Bauer Barbara
Bauer Barbara (Budapest, 1974. január 6. –) magyar író, újságíró.

## Élete
Etyeken nőtt fel, a Fejér megyei faluban járt általános iskolába, majd Budapesten, a Kaffka Margit Gimnáziumban érettségizett. Még a középiskolás évei alatt elvégzett egy diákújságíró-szaktanfolyamot, majd érettségi után Kereskedelmi, Vendéglátóipari és Idegenforgalmi Főiskolán szerzett reklámmenedzser szakképesítést. PR – kommunikáció szakon a Berzseny Dániel Főiskolán, majd az ELTE – MTV másoddiplomás képzésén televíziós újságíróként kapta meg diplomáit, miközben 1994-től a MALÉV dolgozója. 18 évet töltött a légitársaságnál mint légiutaskísérő, majd oktató-tréner léiutaskísérő. Biztonsági és minőségbiztosítási megbízott, lég iközlekedés védelmi oktató. Légiközlekedés-védelmi tiszt, a légitársaság krízismenedzsere volt, amikor a cég 2012 február 3-án csődöt jelentett.
A légitársaságnál töltött évei alatt alapító tagja az Etyek TV községi televíziónak, ahol 10 évig szerkesztő-műsorvezető. Szabadúszóként ír a Spuri magazinnak és a MALÉV szakmai lapjának.
2006-ban kezdte el írni első regényét, ami a mai napig nem jelent meg.
Férjével, a békéscsabai ügyvéddel, dr. Valastyán Pállal 2003-ban ismerkedett meg, lányuk 2009-ben született. Ekkor visszavonult és megírta első publikált regényét, Légikisasszonyok címmel, ami népszerűségének köszönhetően trilógiává nőtte ki magát.
Több műfajban is ír. Történelmi-romantikus- és családregények, életregények, lélekregények mellett a könnyedebb, szórakoztató irodalom műfajától sem tért el. Véleménye szerint nem az író, hanem a téma választ műfajt.
„Író vagyok, de minden az olvasással kezdődött. Minden egyes könyvvel egy másik világba léphetek. Aztán egy napon rájöttem, én is akarok teremteni másik világot. Másik életet. Másik valóságot. Azóta író vagyok.” – vallja. Forrás: www.bauerbarbara.hu

## Regényei
- Légikisasszonyok, Jaffa Kiadó és Kereskedelmi Kft., 2012., ISBN 9786155235030
- Két út között, Jaffa Kiadó és Kereskedelmi Kft., 2013., ISBN 9786155235405
- Magánutak, Jaffa Kiadó és Kereskedelmi Kft., 2014., ISBN 9786155418129
- Vakrepülés, Jaffa Kiadó és Kereskedelmi Kft., 2015., ISBN 9786155492457
- Elsuttogom százszor, Jaffa Kiadó és Kereskedelmi Kft., 2016., ISBN 9786155609305
- A leggazdagabb árva, Jaffa Kiadó és Kereskedelmi Kft., 2017., ISBN 9786155715006
- Porlik, mint a szikla, Jaffa Kiadó és Kereskedelmi Kft., 2017., ISBN 9789634750024
- Az élet hangja, Jaffa Kiadó és Kereskedelmi Kft., 2018., ISBN 9789634750598
- Még látlak odafenn, Jaffa Kiadó és Kereskedelmi Kft., 2018., ISBN 9789634751144
- Légikisasszonyok trilógia, Jaffa Kiadó és Kereskedelmi Kft., 2018., ISBN 9789634751380
- Kétszáz éves szerelem, Jaffa Kiadó és Kereskedelmi Kft., 2019., ISBN 9789634751533
- Az aranyműves fia, Jaffa Kiadó és Kereskedelmi Kft., 2019., ISBN 9789634752073
- A fényfestő, Jaffa Kiadó és Kereskedelmi Kft., 2020., ISBN 9789634752448
- A fekete rózsa, Jaffa Kiadó és Kereskedelmi Kft., 2020., ISBN 9789634754183
- Most élsz - Máté Péter és egy igaz szerelem regénye, Jaffa Kiadó és Kereskedelmi Kft., 2021., ISBN 9789634754619
- A messziről jött fiú Jaffa Kiadó és Kereskedelmi Kft., 2021., ISBN 9789634755234
- A szív szabadságharcosai Jaffa Kiadó és Kereskedelmi Kft., 2021., ISBN 9789634755838
- Találkozások - Az idegen Jaffa Kiadó és Kereskedelmi Kft., 2022., ISBN 9789634756347
- Bíborbetűk Jaffa Kiadó és Kereskedelmi Kft., 2022., ISBN 9789634756613
- Fény a dombok mögött, Jaffa Kiadó és Kereskedelmi Kft., 2022., ISBN 9789634756385
- Találkozások - Az átutazó Jaffa Kiadó és Kereskedelmi Kft., 2023., ISBN 9789634756354
- Vörös posztó Jaffa Kiadó és Kereskedelmi Kft., 2023., ISBN 9789634758082
- Találkozások – A barát -  Jaffa Kiadó és Kereskedelmi Kft., 2023., ISBN 978-963-475-637-8
- Találkozások – A jövevény - Jaffa Kiadó és Kereskedelmi Kft., 2024., ISBN 978-963-475-636-1
- Egy estély a kastélyban - Jaffa Kiadó és Kereskedelmi Kft., 2024., ISBN 978-963-475-935-5
- Kék Macska Klub - Jaffa Kiadó és Kereskedelmi Kft., 2024., ISBN 978-963-475-990-4